# Leptolaimus elegans
Leptolaimus elegans is een rondwormensoort uit de familie van de Leptolaimidae. De wetenschappelijke naam van de soort is voor het eerst geldig gepubliceerd in 1933 door Stekhoven & De Coninck.